# Korszak (földtörténet)
A korszak a földtörténeti időskálán a kornál rövidebb egység, a kort tagolja részekre.
A korszak rétegtani megfelelője a rétegtani emelet. A korszakok kronokra tagolhatók tovább.